# カジノジャパン
『CASINO JAPAN』（カジノジャパン）は、株式会社カジノジャパンが発行する日本で唯一のカジノ専門誌。
創刊時の編集長は作家の室伏哲郎。
現在の編集長は篠泰樹。
最新号は2024年4月11日に「CASINO japan 32」として発売される。
かつては、株式会社プリンツ21（2002年4月から2010年10月まで）、カジノジャパン株式会社（2013年6月から2018年4月まで）が発行していた。
現在は、株式会社カジノジャパンより発行されている。
2024年にドメインを「https://casinojapan-inc.jp/」に変更する。旧ドメインは他社が利用している。